# Ortodoxia

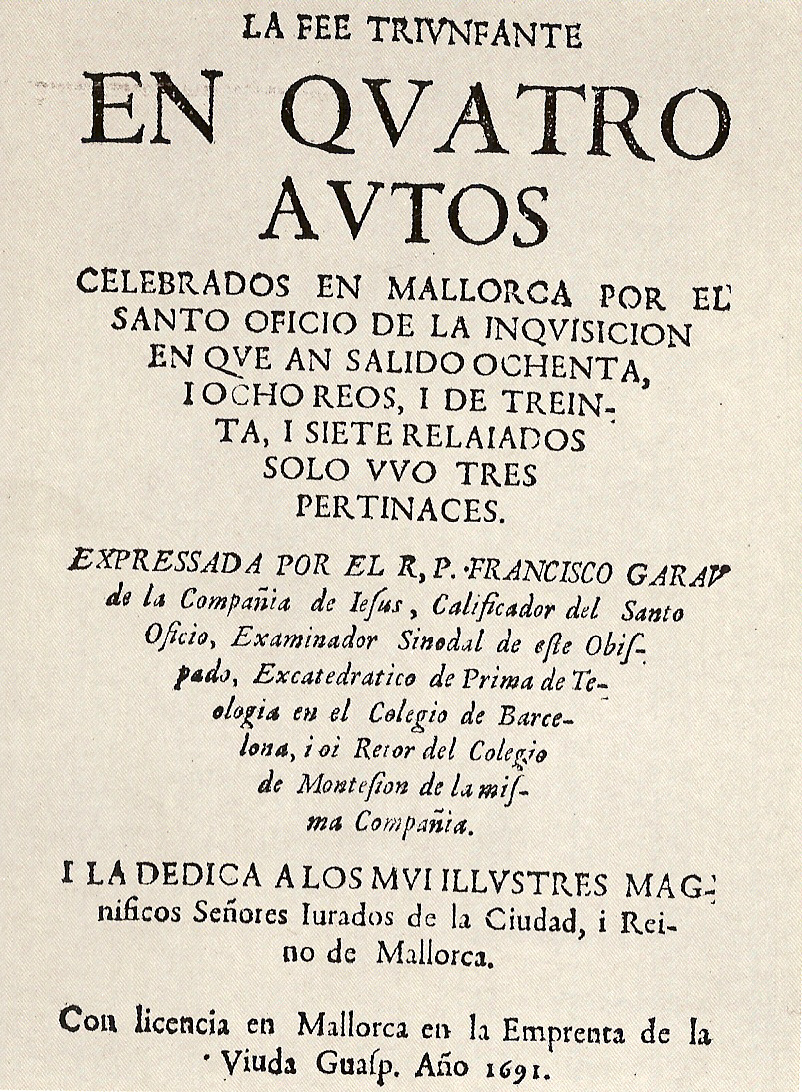
La fe triunfante, defensa de la persecución inquisitorial contra los chuetas mallorquines, 1691.

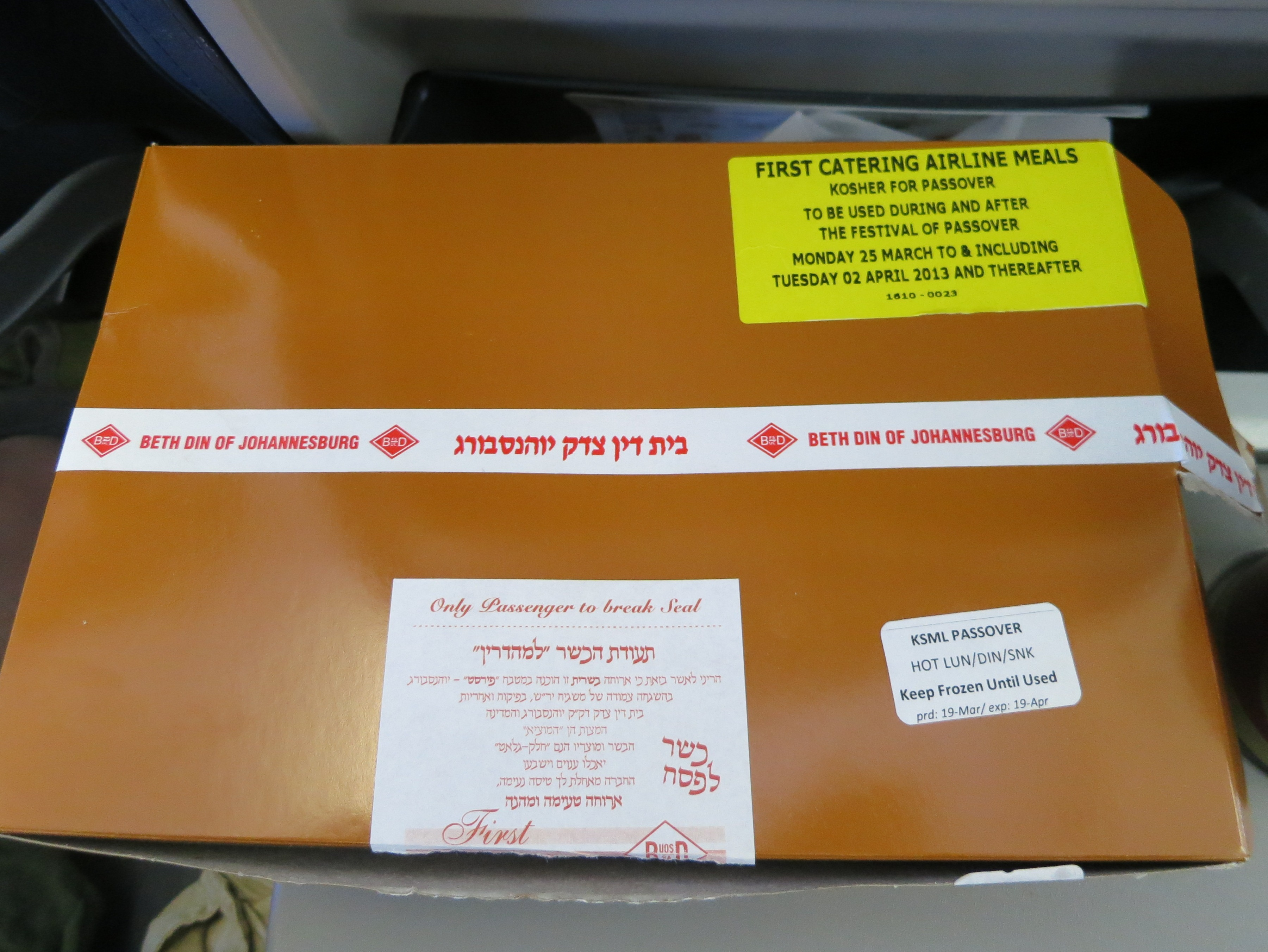
Precintos indicando la condición kosher de los alimentos que contiene un menú de avión.

Ortodoxia (del latín orthodoxĭa, y este del griego ὀρθοδοξία, de las raíces ὀρθός -orthós, "correcto", "recto"- y δόξα -dóxa, "opinión", "creencia"-) es la opinión o creencia tenida por correcta y verdadera; en oposición a la heterodoxia, tenida por falsa, en ambos casos desde la perspectiva de la autoridad que fija tal ortodoxia, o en ausencia de tal autoridad, desde la perspectiva de las ideas o prácticas generalmente admitidas por  consenso.
Se aplica habitualmente a las doctrinas y dogmas de las religiones y sectas, así como de los sistemas filosóficos (especialmente los más dogmáticos); e incluso a la ciencia (conceptos de paradigma y revolución científica). 
Dentro del cristianismo, en su sentido más antiguo, el término se aplicaba a la conformidad con la fe de la iglesia primitiva; y a pesar de que es habitual denominar al conjunto de las iglesias autocéfalas orientales como iglesia ortodoxa ("de los siete concilios"), todavía se aplica por cada una de las iglesias cristianas a sí misma en oposición a las demás, dado que ninguna considera sus propias opiniones como incorrectas.

## Ortodoxia y heterodoxia en Ortega
En la filosofía social de José Ortega y Gasset, la ortodoxia viene a identificarse con lo que él denomina "creencias", mientras que la heterodoxia se revela con el término "ideas". Por lo general, en el decurso histórico de una cultura, las ideas se van transformando poco a poco en creencias conforme son asumidas por cada vez más figurantes de una sociedad, constituyéndose en motor del progreso de las mismas.

## Ortodoxia y heterodoxia social
La ortodoxia, asumida por el poder, se sustenta mediante mecanismos ideológicos y mecanismos políticos, sociales y económicos de control social; destacadamente las instituciones y los medios de comunicación, según el nivel de desarrollo histórico de la sociedad (sociedad preindustrial, industrial o postindustrial). La tolerancia o represión que la ortodoxia ejerce sobre la heterodoxia determina la facilidad o dificultad de esta para manifestarse, o bien se relega, es ignorada o eliminada; según se ejerza un autoritarismo homogeneizador e identitario o distintos grados de democracia y representación que admitan la heterogeneidad y reconozcan la alteridad.
La gobernabilidad y el mantenimiento del orden social exige un nivel suficiente de consenso en torno a los valores, ideas y creencias considerados ortodoxos, que aseguren la cohesión social y un cierto grado de asimilación de la marginalidad, de los grupos discrepantes, disidentes o subversivos y de los individuos "desviados" (outsider) o anómicos (condición que suele asimilarse a la disfuncionalidad y la asocialidad, incluso a la psicopatía).

## Religiones

### Budismo
El Buda histórico era conocido por denunciar el mero apego a las escrituras o a los principios dogmáticos, como se menciona en el Kalama Sutta. Además, la escuela Theravada del Budismo sigue estrictamente el Canon Pāli (tripiṭaka) y los comentarios como el Visuddhimagga. De ahí que la escuela Theravada llegara a ser considerada la más ortodoxa de todas las escuelas budistas, ya que es conocida por ser muy conservadora especialmente dentro de la disciplina y la práctica del Vinaya.

### Judaísmo
Judaísmo ortodoxo es un término colectivo para las ramas tradicionalistas del Judaísmo, que tratan de mantener plenamente las creencias y observancias judías recibidas y que se unieron en oposición a los diversos desafíos de la modernidad y la secularización. Teológicamente, se define principalmente por considerar la Torá, tanto la Escrita como la Oral, como literalmente revelada por Dios en el Monte Sinaí bíblico y transmitida fielmente desde entonces. El movimiento aboga por una estricta observancia de la halakha (Ley judía), que sólo debe interpretarse según los métodos recibidos debido a su carácter divino. La ortodoxia considera que la halakha es eterna y está más allá de la influencia histórica, aplicándose de forma diferente a las circunstancias cambiantes, pero básicamente inmutable en sí misma.
El judaísmo ortodoxo no es una confesión centralizada. Las relaciones entre sus distintos subgrupos son a veces tensas y los límites exactos de la ortodoxia son objeto de intensos debates. A grandes rasgos, puede dividirse entre el judaísmo haredí, más conservador y reclusivo, y el judaísmo ortodoxo moderno, relativamente abierto a la sociedad exterior. Cada uno de ellos está formado a su vez por corrientes independientes. Son casi uniformemente excluyentes, consideran la ortodoxia como la única forma auténtica de judaísmo y rechazan todas las interpretaciones no ortodoxas como ilegítimas.

### Cristianismo

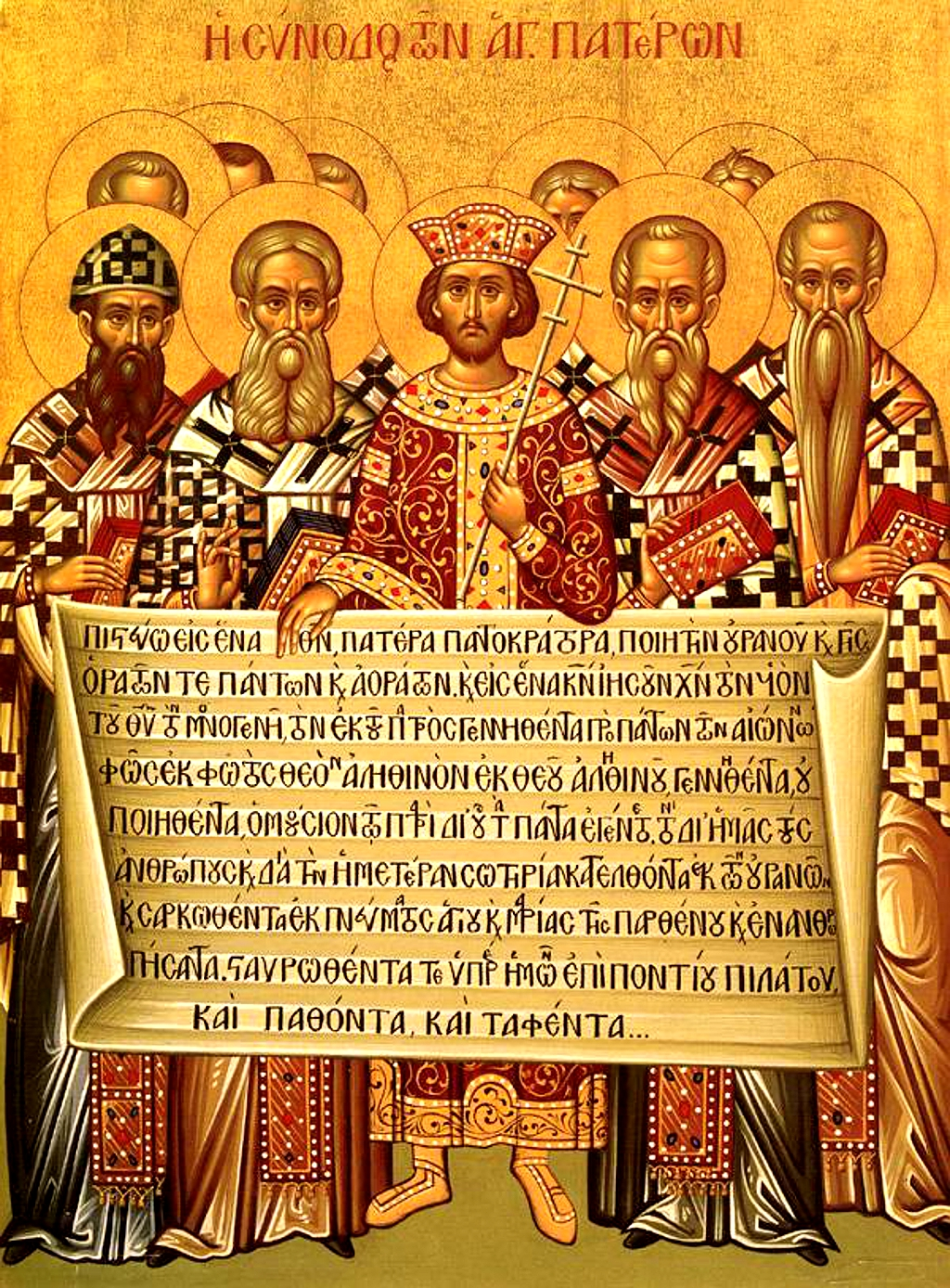
La adhesión al Credo Niceno es una prueba común de ortodoxia en el cristianismo.

En el uso cristiano clásico, el término ortodoxo se refiere al conjunto de doctrinas en las que creían los primeros cristianos. A lo largo de varios siglos se celebraron una serie de concilios ecuménicos para tratar de formalizar estas doctrinas. La más significativa de estas primeras decisiones fue la que se produjo entre la doctrina homoousiana de Atanasio y Eustaquio (que se convirtió en Trinitarismo) y la doctrina heteroousiana de Arrio y Eusebio (Arrianismo). La doctrina homoousiana, que definió a Jesús como Dios y hombre a la vez con los cánones del Concilio de Éfeso de 431, triunfó en la Iglesia y fue denominada ortodoxia en la mayoría de los contextos cristianos, ya que éste era el punto de vista de los anteriores Padres de la Iglesia cristiana y fue reafirmado en estos concilios. (La minoría de cristianos no-trinitarios se opone a esta terminología).
Tras el Gran Cisma de 1054, tanto la Occidente Católica como la Iglesia Ortodoxa Oriental siguieron considerándose únicamente ortodoxas y católicas'. Agustín escribió en Sobre la verdadera religión: "La religión ha de buscarse... sólo entre aquellos que se llaman cristianos católicos u ortodoxos, es decir, guardianes de la verdad y seguidores del derecho." Con el tiempo, la Iglesia occidental se fue identificando con la etiqueta "católica", y la gente de Europa occidental fue asociando la etiqueta "ortodoxa" con la Iglesia oriental (en algunos idiomas la etiqueta "católica" no se identifica necesariamente con la Iglesia occidental). Esto se debe a que tanto católicos como ortodoxos ya se utilizaban como adjetivos eclesiásticos en los siglos II y IV, respectivamente.
Mucho antes, las primeras Iglesias Ortodoxas Orientales y el Cristianismo Calcedoniano se separaron en dos tras el Concilio de Calcedonia (451 d. C.), debido a varias diferencias cristológicas. Desde entonces, las Iglesias ortodoxas orientales mantienen la denominación ortodoxa como símbolo de sus tradiciones teológicas.
La ortodoxia luterana fue una era en la historia del luteranismo, que comenzó en 1580 a partir de la redacción del Libro de la Concordia y terminó en el Siglo de las Luces. La ortodoxia luterana tuvo su paralelo en épocas similares del calvinismo y del tridentino. Catolicismo Romano después de la Contrarreforma. El escolasticismo luterano fue un método teológico que se desarrolló gradualmente durante la era de la ortodoxia luterana. Los teólogos utilizaron la forma de presentación neoaristotélica, ya popular en el mundo académico, en sus escritos y conferencias. Definieron la fe luterana y la defendieron contra las polémicas de los partidos opuestos. La Ortodoxia reformada u ortodoxia calvinista fue una época de la historia del calvinismo entre los siglos XVI y XVIII. La ortodoxia calvinista fue paralela a épocas similares del luteranismo y del tridentino. catolicismo romano tras la Contrarreforma. La escolástica calvinista o escolástica reformada fue un método teológico que se desarrolló gradualmente durante la era de la ortodoxia calvinista.

### Hinduismo
La ortodoxia no existe en el hinduismo, ya que la propia palabra hindú se refiere colectivamente a las diversas creencias de los pueblos que vivieron más allá del río Sindhu de la civilización del valle del Indo. Es una síntesis de las enseñanzas aceptadas de cada uno de los miles de gurús, que otros equiparan a profetas, y no tiene fundador, ni autoridad ni mando, sino recomendaciones. El término más equivalente a ortodoxia tiene en el mejor de los casos el significado de tradiciones "comúnmente aceptadas" más que el significado habitual de "conforme a una doctrina", por ejemplo, lo que la gente de las creencias de Oriente Medio intenta equiparar como doctrina en las filosofías hindúes es Sanatana Dharma, pero que en el mejor de los casos puede traducirse como "tradiciones eternas", denotando así que no se aceptan a través de la doctrina y la fuerza, sino a través de pruebas multigeneracionales de adopción y retención basadas en el desgaste circunstancial a través de milenios.

### Islam
El islam suní a veces se denomina "islam ortodoxo". Sin embargo, otros estudiosos del Islam, como John Burton, creen que no existe tal cosa.

### Otros
La ortodoxia kemética es una denominación del kemetismo, una reconstrucción reformista del politeísmo egipcio para los seguidores modernos. Afirma derivar un linaje espiritual de la Antigua religión egipcia.
Existen organizaciones de Fe Nativa Eslava (Rodnovery) que caracterizan la religión como Ortodoxia, y por otros términos. Además, la escuela Theravada del Budismo sigue estrictamente el Canon Pāli (tripiṭaka) y los comentarios como el Visuddhimagga. De ahí que la escuela Theravada llegara a ser considerada la más ortodoxa de todas las escuelas budistas, ya que es conocida por ser altamente conservadora especialmente dentro de la disciplina y práctica del Vinaya.

## Contextos no religiosos
Fuera del contexto de la religión, el término ortodoxia se utiliza a menudo para referirse a cualquier creencia o conjunto de creencias comúnmente mantenidas en algún campo, en particular cuando estos principios, posiblemente denominados "dogmas", están siendo cuestionados. En este sentido, el término tiene una connotación ligeramente peyorativa.
Entre las diversas "ortodoxias" en distintos campos, los términos más utilizados son: 
- Ortodoxia política
- Ortodoxia social
- Ortodoxia económica
- Ortodoxia científica
- Ortodoxia artística

Los términos ortodoxia y ortodoxia también se utilizan de forma más amplia para referirse a cosas distintas de las ideas y creencias. Una forma nueva e inusual de resolver un problema podría denominarse no ortodoxa, mientras que una forma común y normal de resolver un problema se denominaría ortodoxa.

## Conceptos relacionados
La ortodoxia se opone a la heterodoxia (otra enseñanza) o herejía. Las personas que se apartan de la ortodoxia profesando una doctrina considerada falsa se denominan herejes, mientras que las que, quizá sin profesar creencias heréticas, se separan del cuerpo principal de creyentes percibido se denominan cismáticos. El término empleado a veces depende del aspecto que se tenga más en cuenta: si se trata de la unidad corporativa, el énfasis puede estar en el cisma; si se trata de la coherencia doctrinal, el énfasis puede estar en la herejía. Una desviación más leve que la herejía se denomina comúnmente error, en el sentido de que no es lo suficientemente grave como para causar un distanciamiento total, pero afecta gravemente a la comunión. A veces también se utiliza error para abarcar tanto las herejías plenas como los errores menores. Las doctrinas o prácticas no consideradas esenciales para la fe, con las que los cristianos pueden discrepar legítimamente, se conocen como adiaphora'.
El concepto de ortodoxia prevalece en muchas formas de monoteísmo organizado. Sin embargo, la creencia ortodoxa no suele ser demasiado enfatizada en las religiones politeísta o animista, en las que a menudo hay poco o ningún concepto de dogma, y se toleran y a veces incluso se fomentan diversas interpretaciones de la doctrina y la teología dentro de ciertos contextos. El sincretismo, por ejemplo, desempeña un papel mucho más amplio en la religión no monoteísta (y, en particular, no bíblica). La norma dominante en el politeísmo suele ser la ortopraxia ('práctica correcta'), más que la "creencia correcta" de la ortodoxia.